# Walckenaeria communis
Walckenaeria communis là một loài nhện trong họ Linyphiidae.
Loài này thuộc chi Walckenaeria. Walckenaeria communis được James Henry Emerton miêu tả năm 1882.